# Code des marchés publics (France)
Pour les articles homonymes, voir CMP.
Lire en ligne

Texte de l'édition 2006 sur Légifrance

Code de la commande publique (indirectement)
En droit français, le code des marchés publics est un ancien code juridique regroupant les règles et procédures que les pouvoirs adjudicateurs et les entités adjudicatrices doivent respecter pour leurs achats en matière de travaux, de fourniture et de service. Promulgué en deux temps de 1964 à 1966 et plusieurs fois refondu, il est abrogé par l'ordonnance du 23 juillet 2015 (entrée en vigueur le 1er avril 2016), et remplacé par le code de la commande publique qui est entré en vigueur le 1er avril 2019. 

## Composition du code
Ce code, adopté par décret, précisait :
- les organismes ou « pouvoirs adjudicateurs » qui y sont soumis ;
- les contrats concernés ;
- les règles de passation (seuils, publicité, délais, commissions d'appel d'offres, jury) ;
- certaines règles d'exécution technique et financière des marchés publics.

Il était complété par différents « cahiers des clauses administratives générales » (CCAG) non obligatoires qui définissent les règles d'exécution des contrats selon la nature des prestations concernées (travaux, services, études…) et des « cahiers des clauses techniques générales » (CCTG).

## Histoire du code des marchés
Le code des marchés publics est créé par le décret no 64-729 du 17 juillet 1964 portant codification des dispositions réglementaires relatives aux marchés publics,. Dans cette première version, le code ne s'applique qu'aux marchés de l'État. Il est modifié et complété de trois décrets nos 66-886, 66-887 et 66-888 du 28 novembre 1966 ; le code est alors étendu aux marchés des collectivités locales. 
En 1996, la commission Paillogues remet au gouvernement français un rapport visant à la simplification du code des marchés. Le nouveau code, approuvé par le décret no 2001-210 du 7 mars 2001, a effectivement diminué considérablement le nombre d'articles et augmenté les seuils d'application des différentes procédures.
Compte tenu des modifications qu'il fallait apporter au code de 2001, une nouvelle réforme a été entreprise. Jugée cette fois trop laxiste, elle a, à son tour, déclenché une violente polémique. La version corrigée est entrée en vigueur le 10 janvier 2004 (décret no 2004-15 du 7 janvier 2004). Elle se traduit notamment par l'abandon de la très controversée nomenclature des achats et un assouplissement des seuils d'application.
Le décret no 2006-975 du 1er août 2006 comprend en annexe un nouveau code des marchés publics, avec entrée en vigueur le 1er septembre de la même année.
À compter du 1er avril 2016, le code des marchés publics est abrogé par l'ordonnance no 2015-899 du 23 juillet 2015 relative aux marchés publics. Cette ordonnance le remplace — ainsi que plusieurs autres textes traitant de la commande publique en France — et est complétée par le décret no 2016-360 du 25 mars 2016 relatif aux marchés publics et par le décret no 2016-361 du 25 mars 2016 relatif aux marchés publics de défense ou de sécurité. Cette évolution du droit de la commande publique trouve son origine d'une part dans la transposition de la directive 2014/24/UE du Parlement européen et du Conseil du 26 février 2014 sur la passation des marchés publics, et d'autre part sur la volonté du Gouvernement de procéder à une simplification de la réglementation tout en assurant le respect du domaine respectif de la loi et du règlement, qui aboutira à l'entrée en vigueur d'un nouveau code de la commande publique le 1er avril 2019 à la suite de l'ordonnance no 2018-1074 du 26 novembre 2018 portant partie législative du code de la commande publique et au décret no 2018-1075 du 3 décembre 2018 portant partie réglementaire du code de la commande publique.

## Intégration progressive du droit européen
Le code des marchés publics français, dans sa dernière version, est la transposition de textes européens (les directives marchés, essentiellement la directive 2004-18 du 31 mars 2004) qui fixent un corps de règles organisées autour de trois grands principes : transparence, libre accès à la commande publique, égalité de traitement des candidats. Les modifications très rapprochées du code (2001, 2004, 2006) s'expliquent par le fait que le droit administratif français de la commande publique a eu du mal à transcrire[pourquoi ?] les directives européennes et à accepter de perdre ses particularités[Lesquelles ?] au profit d'une législation supranationale. 
Le code des marchés publics a peu à peu transposé, parfois en reprenant mot pour mot, des dispositions du droit européen, en particulier concernant la possibilité de prise en compte du développement durable, qui à la suite de ce nouveau code a permis de nombreuses initiatives en matière d'achats durables.
L'ONU (PNUE, PNUD), la Commission européenne et l'OCDE ont au début des années 2000 encouragé la possibilité d'intégration de clauses sociales, environnementales ou socio-environnementales, tout en cherchant à garantir une justice et une transparence plus grandes.
Le choix de matériaux spécifiques (écolabellisés, économes en énergie, aliments biologiques…) et la prise en compte des processus et méthodes de production sont désormais possibles et encouragés. En effet, la composition d’un produit ainsi que sa méthode de production, de transport ou de destruction peuvent jouer un rôle significatif quant à son incidence environnementale : empreinte écologique, contribution à l'effet de serre, gaspillage énergétique ou source de pollution au cours du cycle de vie.
En vertu des directives 2004/17/CE et 2004/18/CE, les méthodes de production peuvent être explicitement considérées lors de la définition des spécifications techniques, ce qui n'était qu'implicitement le cas avec les directives précédentes. La rubrique objet du marché doit alors rendre visible cet objectif.

## La commande publique responsable
Le code des marchés publics, publié le 1er août 2006 avec le décret no 2006-975, est entré en vigueur le 1er septembre 2006. Il établit la prise en considération du développement durable comme acte de définition des besoins des acheteurs publics.
Or, on constate que seulement 6,1 % des marchés publics de plus de 90 000 € HT comportent en 2013 une clause sociale. L'utilisation des clauses sociales comme levier pour l'insertion doit devenir une priorité pour améliorer la cohésion sociale des territoires.

## Abrogation
Par une ordonnance du 23 juillet 2015 faisant suite à la directive européenne du 26 février 2014, le Code des marchés publics est abrogé. 